# کاربندیل (کالیفرنیا)
کاربندیل (به انگلیسی: Carbondale) یک منطقهٔ مسکونی در ایالات متحده آمریکا است که در شهرستان آمادور، کالیفرنیا واقع شده‌است. کاربندیل ۶۸ متر بالاتر از سطح دریا واقع شده‌است.